# Tournoi de clôture du championnat du Salvador de football 2000
Navigation
Saison précédente Saison suivante
Le Tournoi Clausura 2000 est le quatrième tournoi saisonnier disputé au Salvador.
C'est cependant la 51e fois que le titre de champion du Salvador est remis en jeu.
Lors de ce tournoi, le CD Águila a tenté de conserver son titre de champion du Salvador face aux neuf meilleurs clubs salvadoriens.
Chacun des dix clubs participant était confronté deux fois aux neuf autres équipes. Puis les quatre meilleurs se sont affrontés lors d'une phase finale à la fin du tournoi.

## Les 10 clubs participants
| \| CD Águila CD Dragon Alianza FC CD Atlético Marte CD Águila CD Dragon Club Deportivo FAS CD Juventud Olímp. CD Municipal Limeño CD Luis Ángel Firpo Alianza FC CD Atlético Marte CD Santa Clara AD El Transito \| Localisation des clubs. |
| CD Águila CD Dragon Alianza FC CD Atlético Marte CD Águila CD Dragon Club Deportivo FAS CD Juventud Olímp. CD Municipal Limeño CD Luis Ángel Firpo Alianza FC CD Atlético Marte CD Santa Clara AD El Transito                               |

| Club                 | Stade                        | Capacité          | Ville              |
| CD Águila            | Stade Juan Francisco Barraza | 10 000            | San Miguel         |
| Alianza FC           | Stade Cuscatlán              | 45 925            | San Salvador       |
| CD Dragon            | Stade Juan Francisco Barraza | 10 000            | San Miguel         |
| Club Deportivo FAS   | Stade Oscar Quiteño          | 15 000            | Santa Ana          |
| CD Juventud Olímpica | Stade Ana Mercedez           | 8 000             | Sonsonate          |
| CD Municipal Limeño  | Stade Jose Ramon Flores      | 5 000             | Santa Rosa de Lima |
| CD Luis Ángel Firpo  | Stade Sergio Torres          | 5 000             | Usulután           |
| CD Atlético Marte    | Stade Cuscatlán              | 45 925            | San Salvador       |
| CD Santa Clara       | Stade inconnu                | Capicité inconnue | Santa Clara        |
| AD El Transito       | Stade Hanz Usko              | 3 000             | La Libertad        |

## Compétition
Le tournoi Clausura se déroule de la même façon que le tournoi saisonnier précédent, en deux phases :
- La phase de qualification : les dix-huit journées de championnat.
- La phase finale : les matchs aller-retour allant des demi-finales à la finale.

### Phase de qualification
Lors de la phase de qualification les dix équipes affrontent à deux reprises les neuf autres équipes selon un calendrier tiré aléatoirement.
Les quatre meilleures équipes sont qualifiées pour les demi-finales.
Le classement est établi sur le barème de points classique (victoire à 3 points, match nul à 1, défaite à 0).
Le départage final se fait selon les critères suivants :
- Le nombre de points.
- La différence de buts générale.
- Le nombre de buts marqué.

#### Classement
| Rang | Équipe               | Pts | J  | G | N  | P  | Bp | Bc | Diff |
| ---- | -------------------- | --- | -- | - | -- | -- | -- | -- | ---- |
| 1    | CD Águila (T)        | 31  | 18 | 8 | 7  | 3  | 29 | 17 | +12  |
| 2    | AD El Transito       | 30  | 18 | 8 | 6  | 4  | 30 | 19 | +11  |
| 3    | Club Deportivo FAS   | 29  | 18 | 8 | 5  | 5  | 29 | 19 | +10  |
| 4    | CD Luis Ángel Firpo  | 29  | 18 | 8 | 5  | 5  | 23 | 15 | +8   |
| 5    | Alianza FC           | 29  | 18 | 8 | 5  | 5  | 33 | 21 | +12  |
| 6    | CD Municipal Limeño  | 24  | 18 | 5 | 9  | 4  | 17 | 21 | -4   |
| 7    | CD Dragon            | 21  | 18 | 5 | 6  | 7  | 21 | 27 | -6   |
| 8    | CD Atlético Marte    | 19  | 18 | 3 | 10 | 5  | 20 | 27 | -7   |
| 9    | CD Juventud Olímpica | 13  | 18 | 2 | 7  | 9  | 19 | 38 | -19  |
| 10   | CD Santa Clara       | 12  | 18 | 2 | 6  | 10 | 16 | 33 | -17  |

| Légende : Qualifications et relégations | Légende : Qualifications et relégations                       |
| --------------------------------------- | ------------------------------------------------------------- |
|                                         | Qualifié pour les demi-finales                                |
|                                         | (T) : Tenant du titre (P) : Promu lors de la saison 1998-1999 |

#### Matchs
| Résultats (▼dom., ►ext.)                                   | Tra | Agu | Ali | Dra | FAS | Lui | Vis | Lim | Mar | San |
| AD El Transito                                             |     | 1-2 | 2-1 | 5-1 | 1-1 | 3-2 | 2-1 | 1-1 | 1-1 | 0-0 |
| CD Águila                                                  | 2-1 |     | 0-2 | 3-0 | 1-1 | 0-1 | 3-1 | 3-1 | 0-0 | 1-1 |
| Alianza FC                                                 | 1-2 | 2-2 |     | 3-1 | 2-1 | 0-0 | 4-0 | 4-2 | 4-0 | 2-0 |
| CD Dragon                                                  | 1-1 | 0-2 | 2-1 |     | 0-1 | 1-0 | 1-2 | 4-0 | 0-0 | 4-3 |
| Club Deportivo FAS                                         | 0-1 | 2-0 | 1-0 | 2-1 |     | 1-2 | 2-2 | 0-0 | 0-1 | 2-0 |
| CD Luis Ángel Firpo                                        | 1-0 | 1-1 | 3-0 | 1-1 | 2-1 |     | 1-1 | 0-0 | 1-0 | 4-0 |
| CD Juventud Olímpica                                       | 1-4 | 0-5 | 1-1 | 1-1 | 2-3 | 1-2 |     | 2-0 | 1-1 | 0-0 |
| CD Municipal Limeño                                        | 1-0 | 1-1 | 1-1 | 0-0 | 2-2 | 2-1 | 2-0 |     | 1-1 | 1-0 |
| CD Atlético Marte                                          | 2-2 | 1-1 | 1-3 | 1-1 | 1-3 | 2-1 | 6-3 | 0-0 |     | 2-2 |
| CD Santa Clara                                             | 0-3 | 1-2 | 2-2 | 1-2 | 1-6 | 1-0 | 0-0 | 1-2 | 3-0 |     |
| - Victoire à domicile - Match nul - Victoire à l'extérieur |     |     |     |     |     |     |     |     |     |     |

### Classement cumulatif
| Rang | Équipe                  | Pts | J  | G  | N  | P  | Bp | Bc | Diff |
| ---- | ----------------------- | --- | -- | -- | -- | -- | -- | -- | ---- |
| 1    | CD Águila (C)           | 64  | 36 | 17 | 13 | 6  | 61 | 29 | +32  |
| 2    | Club Deportivo FAS      | 59  | 36 | 17 | 8  | 11 | 58 | 33 | +25  |
| 3    | Alianza FC              | 59  | 36 | 16 | 11 | 9  | 52 | 32 | +20  |
| 4    | CD Municipal Limeño     | 59  | 36 | 15 | 14 | 7  | 40 | 33 | +7   |
| 5    | CD Luis Ángel Firpo (C) | 55  | 36 | 15 | 10 | 11 | 44 | 31 | +13  |
| 6    | AD El Transito          | 54  | 36 | 14 | 12 | 10 | 50 | 38 | +12  |
| 7    | CD Dragon               | 42  | 36 | 10 | 12 | 14 | 39 | 47 | -8   |
| 8    | CD Atlético Marte       | 36  | 36 | 6  | 18 | 12 | 37 | 52 | -15  |
| 9    | CD Santa Clara          | 32  | 36 | 8  | 8  | 20 | 34 | 62 | -28  |
| 10   | CD Juventud Olímpica    | 22  | 36 | 4  | 10 | 22 | 27 | 85 | -58  |

| Légende : Qualifications et relégations | Légende : Qualifications et relégations                                              |
| --------------------------------------- | ------------------------------------------------------------------------------------ |
|                                         | Relégué en Segunda División                                                          |
|                                         | (C) : Vainqueur d'un des deux tournois de l'année (P) : Promu de la saison 1998-1999 |

### La phase finale
Les quatre équipes qualifiées sont réparties dans le tableau final d'après leur classement général.
Pour les demi-finales, en cas d'égalité sur la somme des deux matchs, c'est l'équipe la mieux classée qui est déclarée vainqueur. Lors de la finale des prolongations puis séance de tirs au but ont éventuellement lieu. 

#### Tableau
|  | 1/2 finale          | 1/2 finale          | 1/2 finale     | 1/2 finale | 1/2 finale | 1/2 finale          |                     |     | Finale | Finale | Finale | Finale | Finale |  |
|  |                     |                     |                |            |            |                     |                     |     |        |        |        |        |        |  |
|  |                     |                     |                |            |            |                     |                     |     |        |        |        |        |        |  |
|  |                     |                     |                |            |            |                     |                     |     |        |        |        |        |        |  |
|  | CD Águila           | CD Águila           | (1)            | 2          | 0          |                     |                     |     |        |        |        |        |        |  |
|  | CD Águila           | CD Águila           | (1)            | 2          | 0          |                     |                     |     |        |        |        |        |        |  |
|  | CD Luis Ángel Firpo | CD Luis Ángel Firpo | (4)            | 2          | 2          |                     |                     |     |        |        |        |        |        |  |
|  | CD Luis Ángel Firpo | CD Luis Ángel Firpo | (4)            | 2          | 2          | CD Luis Ángel Firpo | CD Luis Ángel Firpo | (4) | 1      | 0(10)  |        |        |        |  |
|  |                     |                     |                |            |            |                     | CD Luis Ángel Firpo | (4) | 1      | 0(10)  |        |        |        |  |
|  |                     | AD El Transito      | AD El Transito | (2)        | 1          | 0(9)                |                     |     |        |        |        |        |        |  |
|  | AD El Transito      | AD El Transito      | AD El Transito | (2)        | 1          | 0(9)                | (2)                 | 0   | 2      |        |        |        |        |  |
|  | AD El Transito      | AD El Transito      |                |            |            |                     | (2)                 | 0   | 2      |        |        |        |        |  |
|  | Club Deportivo FAS  | Club Deportivo FAS  | (3)            | 2          | 0          |                     |                     |     |        |        |        |        |        |  |
|  | Club Deportivo FAS  | Club Deportivo FAS  | (3)            | 2          | 0          |                     |                     |     |        |        |        |        |        |  |

#### Demi-finales
| Club           | Aller | Retour | Club                | Commentaire |
| CD Águila      | 2-2   | 0-2    | CD Luis Ángel Firpo |             |
| AD El Transito | 0-2   | 2-0    | Club Deportivo FAS  |             |

#### Finale
| 1er juillet 2000 | CD Luis Ángel Firpo             | 1:1 (a.p.) | AD El Transito          | Stade Cuscatlán |  |
|                  | Juan Carlos Panameño 61e (pen.) | (0:1)      | Mauricio Dos Santos 39e |                 |  |
|                  | Tirs au but 10:9                |            |                         |                 |  |

## Bilan du tournoi
| Tableau d'Honneur     |                     |
| Compétition           | Vainqueur           |
| Tournoi Clausura 2000 | CD Luis Ángel Firpo |

| Promotions et relégations   |                      |
| Relégué en Segunda División | CD Juventud Olímpica |
| Promu de Segunda División   | CD Atlético Balboa   |